# Time Out of Mind
Az 1997-es Time Out of Mind Bob Dylan harmincadik nagylemeze. Ez az első dupla stúdióalbuma az 1970-es Self Portrait óta. Egy CD-s kiadása is megjelent.
A rajongók és kritikusok számára Dylan visszatérését jelenti, miután a 80-as években kereste zenei identitását (az 1990-es Under the Red Sky óta nem adott ki saját anyagot). A Time Out of Mind-ot Dylan egyik legjobb albumának tartják, három Grammy-díjat nyert: az év albumáért, legjobb kortárs folkalbum, legjobb férfi rockénekes teljesítményért. A Rolling Stone magazin Minden idők 500 legjobb albuma listáján a 408. helyre került, és szerepel az 1001 lemez, amit hallanod kell, mielőtt meghalsz című könyvben is.
Az album atmoszferikus hangzású, hála a gondosan elhelyezett mikrofonoknak. Ennek ellenére Dylan nem volt elégedett a hangzással, így az ezt követő albumainak már maga volt a producere.

## Az album dalai
|     | Cím                          | Szerző(k) | Hossz |
| --- | ---------------------------- | --------- | ----- |
| 1.  | Love Sick                    | Bob Dylan | 5:21  |
| 2.  | Dirt Road Blues              | Dylan     | 3:36  |
| 3.  | Standing in the Doorway      | Dylan     | 7:43  |
| 4.  | Million Miles                | Dylan     | 5:52  |
| 5.  | Tryin' to Get to Heaven      | Dylan     | 5:21  |
| 6.  | 'Til I Fell in Love with You | Dylan     | 5:17  |
| 7.  | Not Dark Yet                 | Dylan     | 6:29  |
| 8.  | Cold Irons Bound             | Dylan     | 7:15  |
| 9.  | Make You Feel My Love        | Dylan     | 3:32  |
| 10. | Can't Wait                   | Dylan     | 5:47  |
| 11. | Highlands                    | Dylan     | 16:31 |

## Közreműködők

### Zenészek
- Bucky Baxter – akusztikus gitár, pedal steel gitár (3, 5, 7, 8)
- Brian Blade – dob (1,3,4,6,7,10)
- Robert Britt – Martin akusztikus gitár, Fender Stratocaster (3, 6, 7, 8)
- Cindy Cashdollar – slide gitár (3,5,7)
- Jim Dickinson – billentyűk, Wurlitzer elektromos zongora, orgona (1, 2,4, 5, 6, 7, 10, 11)
- Bob Dylan – gitár, szájharmonika, zongora, ének
- Tony Garnier – elektromos basszusgitár, akusztikus basszusgitár
- Jim Keltner – drums (1, 3, 4, 5, 6, 7, 10)
- David Kemper – dob a Cold Irons Bound-on
- Daniel Lanois – gitár, mando-gitár, Firebird, Martin 0018, Gretsch gold top, ritmusgitár, szólógitár
- Tony Mangurian – ütőhangszerek (3, 4, 10, 11)
- Augie Meyers – Vox orgona , Hammond B3 orgona, harmonika
- Duke Robillard – gitár, elektromos l5 Gibson (4, 5, 10)
- Winston Watson – dob a Dirt Road Blues-on

### Produkció
- Daniel Lanois – producer
- Bob Dylan (Jack Frost álnéven) – producer
- Chris Carrol – hangmérnökasszisztens
- Joe Gastwirt – mastering
- Mark Howard – hangmérnök
- Geoff Gans – művészeti vezető
- Daniel Lanois – fényképek
- Susie Q. – fényképek
- Mark Seliger – fényképek

## Fordítás
Ez a szócikk részben vagy egészben a Time Out of Mind című angol Wikipédia-szócikk ezen változatának fordításán alapul.  Az eredeti cikk szerkesztőit annak laptörténete sorolja fel. Ez a jelzés csupán a megfogalmazás eredetét és a szerzői jogokat jelzi, nem szolgál a cikkben szereplő információk forrásmegjelöléseként.